# ベン・ハー (2016年の映画)
『ベン・ハー』（Ben-Hur）は、2016年のアメリカ合衆国の叙事詩的歴史ドラマ・アクション映画。キース・クラークとジョン・リドリー脚本、ティムール・ベクマンベトフ監督、出演はジャック・ヒューストン、モーガン・フリーマン、トビー・ケベル、ナザニン・ボニアディ、ハルク・ビルギナー、ロドリゴ・サントロなど。ルー・ウォーレスの1880年の小説『ベン・ハー』を原作としており、1907年のサイレント映画、1925年のサイレント映画、アカデミー賞を受賞した1959年の映画、2003年のアニメ映画に続いて5度目の映画化で、小説の「再翻案」、「再想像」、「新解釈」と称されている。
主要撮影は2015年2月2日にイタリアのローマで始まり、2015年8月に完了した。2016年8月19日より2D、3D、RealD 3D、デジタル3D、IMAX 3Dで公開された。
日本では劇場未公開でDVDスルーされた。

## ストーリー
貴族のユダ・ベン・ハー（ジャック・ヒューストン）は幼馴染で義兄弟のメッサラ（トビー・ケベル）により暗殺未遂の罪に問われてしまう。数年間ローマの奴隷として過ごした彼はナザレのイエスとの出会いの後、戦車競走でメッサラに挑むことで復讐を果たそうとする。

## キャスト
※括弧内は日本語吹替
- ユダ・ベン・ハー（英語版） - ジャック・ヒューストン（小松史法）
- 族長イルデリム（英語版） - モーガン・フリーマン（菅生隆之）
- メッサラ（英語版） - トビー・ケベル（福田賢二）
- エスター - ナザニン・ボニアディ（渋谷はるか）
- イエス - ロドリゴ・サントロ（咲野俊介）
- ティルザ - ソフィア・ブラック＝デリア（英語版）（山賀晴代）
- ナオミ - アイェレット・ゾラー（日野由利加）
- サイモニデス - ハルク・ビルギナー（英語版）
- ジェスタス - モイセス・アリアス
- ポンティウス・ピラト - ピルー・アスベック（英語版）（津田健次郎）
- ドルーサス - マーワン・ケンザリ
- クインタス - ジェームズ・コスモ（中村浩太郎）

## 製作

### 企画

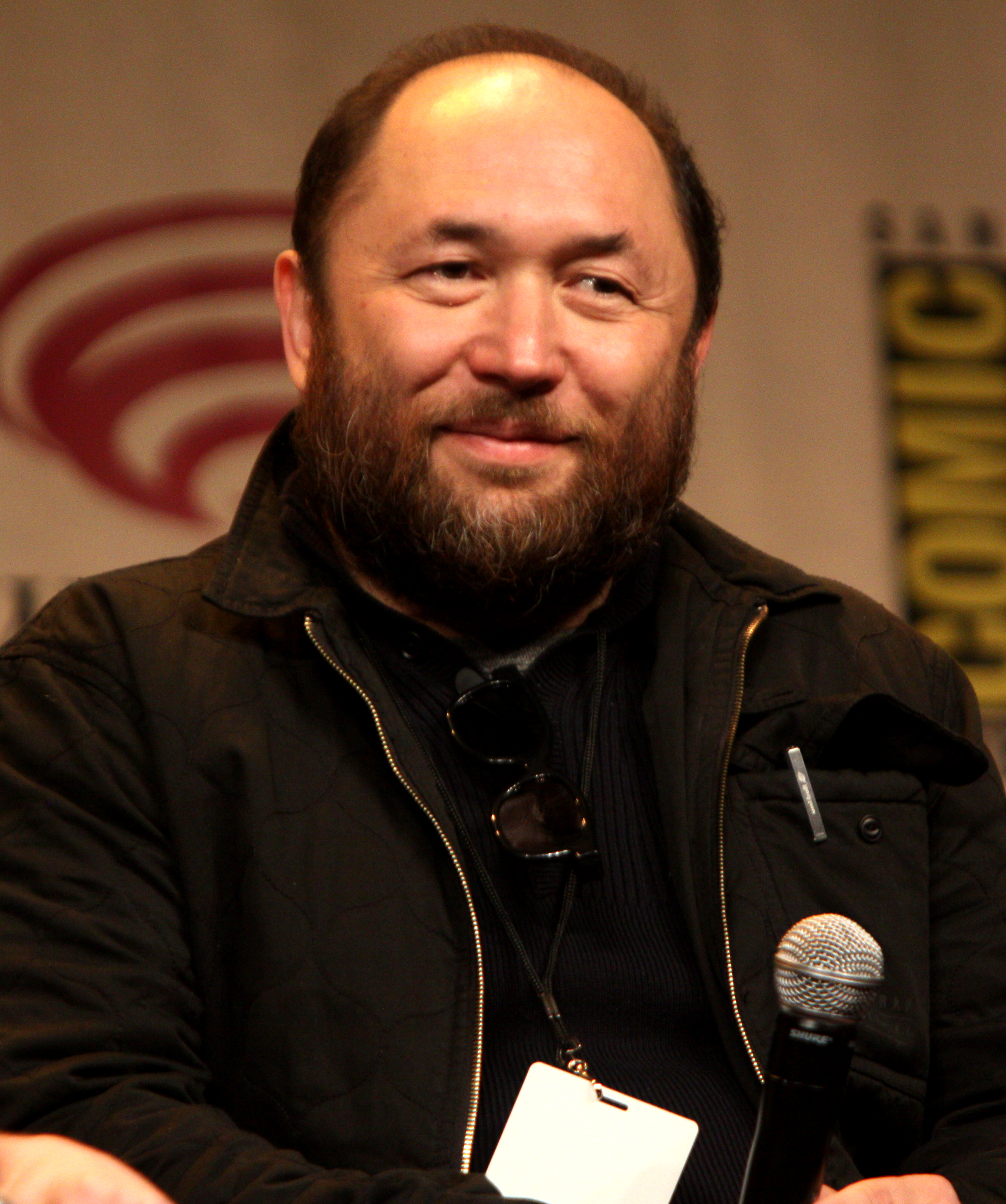
監督を務めたティムール・ベクマンベトフ

2013年、メトロ・ゴールドウィン・メイヤーは既にパブリックドメインとなっているルー・ウォーレスの1880年の小説『ベン・ハー』を翻案したキース・R・クラークの脚本の権利を獲得した。2014年4月、パラマウント映画とMGMは共同で『ベン・ハー』の新バージョンを製作し、マーク・バーネットとローマ・ダウニーが製作と製作総指揮を務めることを発表した。MGMは以前にも同一の小説を原作としていた1925年のサイレント映画と1959年の映画を制作しており、後者は1980年代にテッド・ターナーに売却されていた。MGMはちょうど23作に及ぶ007シリーズの世界的な成功、『007 スカイフォール』と『ホビット 思いがけない冒険』の両作の世界興行収入がそれぞれ10億ドルを突破したことにより破産状態から脱却し、また当時パラマウントとは聖書映画『ノア 約束の舟』を成功させていた。その後、ジョン・リドリー（『それでも夜は明ける』）が脚本修正のため雇われ、ショーン・ダニエル、バーネット、ジョニ・レヴィンが製作、ダウニー、クラーク、ジェイソン・ブラウンが製作総指揮となった。また後にダンカン・ヘンダーソンが製作に加わり、さらにリドリーが製作総指揮兼任となった。新たな映画は1959年版とは大きく異なっており、ローマ帝国がエルサレムを支配する以前から親友として育ったベン・ハーとメッサラの関係形成を扱い、キリストが重要な役割を果たすと発表された。
2013年9月、ティムール・ベクマンベトフが監督に雇われた。ベクマンベトフは当初は監督に消極的であったが、プロデューサーのダニエルから脚本を読まされ、就任を決意した。彼は『ベン・ハー』の物語は『ロミオとジュリエット』、『ハムレット』、アントン・チェーホフの小説を自身に思い起こさせたと述べた。彼は1959年版に魅了されていたが、赦しよりも復讐に焦点が当てられていることが問題となっていることを発見した。したがって彼は単なる復讐よりも赦しと愛をテーマとして強調させることを望んだ。彼はローマ帝国時代に顕著であった「プライド、競争、権力、強さ、独裁、自己愛を最も重要な価値観とすること」は現代世界では時代遅れであることを発見した。したがって彼はこれらのテーマをこのバージョンでの主要な論点とすることを望んだ。彼は映画はベン・ハーだけの物語ではなく、彼と彼の兄弟のメッサラの2人の物語であると述べた。
プロデューサーのマーク・バーネットによると、若く世俗的な観客たちを『ベン・ハー』のような信仰とイエス・キリストのメッセージが中心となる映画に惹きつけるために夏のブロックバスター作品のように感じさせる必要があった。
2015年6月、パラマウントの副会長のロブ・ムーアはこのバージョンが1959年の映画のリメイクではなく、ルー・ウォーレスの小説の新解釈版であると説明した。

### 脚本執筆
ジョン・リドリーはキース・クラークが執筆したルー・ウォーレスの1880年の小説『ベン・ハー』を基としたオリジナル脚本を書き直した。リドリーは原典に戻り、人種奴隷制と植民地化と2人の友人の深い関係に焦点を当てたクラークのやり方を賞賛した。スタジオは翌年にオスカーを受賞することとなる『それでも夜は明ける』の脚本を執筆した後の2013年10月に彼に話を持ちかけた。

### キャスティング
当初はタイトルロールであるユダ・ベン・ハー役にはトム・ヒドルストンが考慮されていた。しかしながら後にジャック・ヒューストンがタイトルロールとしてキャスティングされた。2014年9月11日、モーガン・フリーマンがベン・ハーを戦車レースのチャンピオンへと導く族長イルデリム役に決まったことが明らかとなった。9月18日、トビー・ケベルが悪役であるメッサラ役の初期交渉に入ったことが報じられた。10月15日、ガル・ガドットがベン・ハーと恋に落ちる奴隷のエスター役としての出演交渉中であることが報じられた。また『ゲーム・オブ・スローンズ』のペドロ・パスカルはポンティウス・ピラト役で交渉された。10月30日、TheWrapはガットとパラマウントとMGNの交渉が終了し、彼女が『バットマン vs スーパーマン ジャスティスの誕生』とのスケジュール競合のために出演を断ったことを報じた。11月4日、マーワン・ケンザリがドルーサス役を務めることが発表された。11月11日、アイェレット・ゾラーがベン・ハーの母親のナオミ（原作及び1959年の映画ではミリアム）役での最終出演交渉に入ったことが報じられた。11月13日、オリヴィア・クックがベン・ハーの姉妹のティルザ役の候補であることが報じられた。12月2日、ナザニン・ボニアディがソフィア・ブテラ、モラン・アティアス、ナタリア・ワーナーといった競合相手を退けてエスター役を勝ち取ったことが明らかとなった。2015年1月12日、当初クックにオファーされていたティルザ役にソフィア・ブラック＝デリアがキャスティングされたことが明らかとなった。1月13日、 ロドリゴ・サントロがイエスを演じることが発表された。1月20日、モイセス・アリアスがジェスタス役を務めることが報じられた。1月21日、ピルー・アスベックがパスカルに代わってポンティウス・ピラト役を務めることが明かされた。

### 撮影
2015年2月2日、MGMとパラマウント映画は主要撮影が始まっており、1959年版のようにイタリアのローマやマテーラで行われることを発表した。またバジリカータ州のマテーラの洞窟住居とローマのチネチッタ・スタジオが撮影場所に選ばれた。ほとんどの場合でCGIが広く使われたが、ベクマンベトフは物理的な効果を多く使うことを望み、CGIの必要性が薄い箇所では最小限にとどめた。プロデューサーのロマ・ダウニーとマーク・バーネットはメル・ギブソンの『パッション』でも同じくエルサレムとして撮られたマテーラをロケ地に選んだ。ロケーション撮影は2015年4月上旬に完了した。制作はその後チネチッタ・スタジオへと移り、戦車の場面などが約4ヶ月かけて撮影された。

## マーケティング
2016年3月14日、『USAトゥデイ』により2枚の写真が公開された。3月15日、エンターテイメント・トゥナイトにより戦車レースの場面が初公開され、その翌日にオンライン上で1本目の予告編とティーザーポスターが公開された。予告はパラマウントが『10 クローバーフィールド・レーン』を劇場公開した1週後に公開された。 

## 公開
北米公開は当初は2016年2月26日が予定されていたがパラマウントは2016年8月12日に変更した。2016年のシネマコンでパラマウントは1週間後の2016年8月19日公開に再変更し、8月12日は代わりに『マダム・フローレンス! 夢見るふたり』の公開日となった。公開形態は従来の2Dの他、IMAX、3D、デジタル3D、RealD 3D、IMAX 3Dである。北米公開の後、9月7日にイギリスとアイルランドで公開された。
日本での劇場公開は一時2017年内と発表されていたが公開中止になり、2017年2月8日にBlu-ray DiscとDVDが発売されることになった。

## 作品の評価
Rotten Tomatoesによれば、188件の評論のうち、高く評価しているのは25%にあたる47件にとどまっており、平均して10点満点中4.57点を得ている。
Metacriticによれば、34件の評論のうち、高評価は3件、賛否混在は21件、低評価は10件で、平均して100点満点中38点を得ている。